# والیس (کارولینای جنوبی)
والیس(به انگلیسی: Wallace) شهری در ایالت کارولینای جنوبی کشور ایالات متحده آمریکا است که جمعیت آن در سرشماری سال ۲۰۱۰ میلادی، ۸۹۲ نفر بوده‌است.